# Dub nad Moravou
Dub nad Moravou je městys ležící v okrese Olomouc, asi 12 km východně od Prostějova. Žije zde přibližně 1 600 obyvatel. Městys získal v roce 2016 zelenou stuhu v krajském kole soutěže Vesnice roku.

## Místní části
Má tři části:
- Dub nad Moravou
- Bolelouc
- Tučapy

Od 23. října 1976 do 23. listopadu 1990 k městysi patřily i Věrovany.

## Historie
První písemná zmínka o obci pochází z roku 1141, kdy je připomínána v majetku biskupského kostela v Olomouci. Roku 1232 jej získala olomoucká kapitula, která jej připojila ke svému nenakonickému statku. K Nenakonicím patřil až do zrušení patrimoniální správy. Roku 1848 byl Dub povýšen na městečko.
Od 10. října 2006 byl obci vrácen status městyse.

## Pamětihodnosti
- poutní kostel Očišťování Panny Marie – nejvýznamnější památka obce. Monumentální barokní stavba z let 1736–1756 (podle původního italského projektu postavil brněnský stavitel František Benedikt Klíčník, po jeho smrti v roce 1755 stavbu dokončil Jiří Klíčník). Poutní chrám vysvětil v roce 1756 děkan chrámu Augustin Klíčník. V roce 1853 se zřítila klenba, kterou v roce 1860 nahradila nynější. K cennému vnitřnímu vybavení patří především oltářní obrazy a varhanní skříň.
- socha sv. Floriána (1733)
- socha sv. Jana Nepomuckého (1738–40, J. A. Heinz)
- socha sv. Josefa (1740, J. A. Heinz)
- kříž (1760)
- zvonice v Bolelouci (1. polovina 19. století)
- boží muka v Tučapech (1676)

Blíže o jednotlivých památkách viz Samek a kol. (1994)

## Galerie

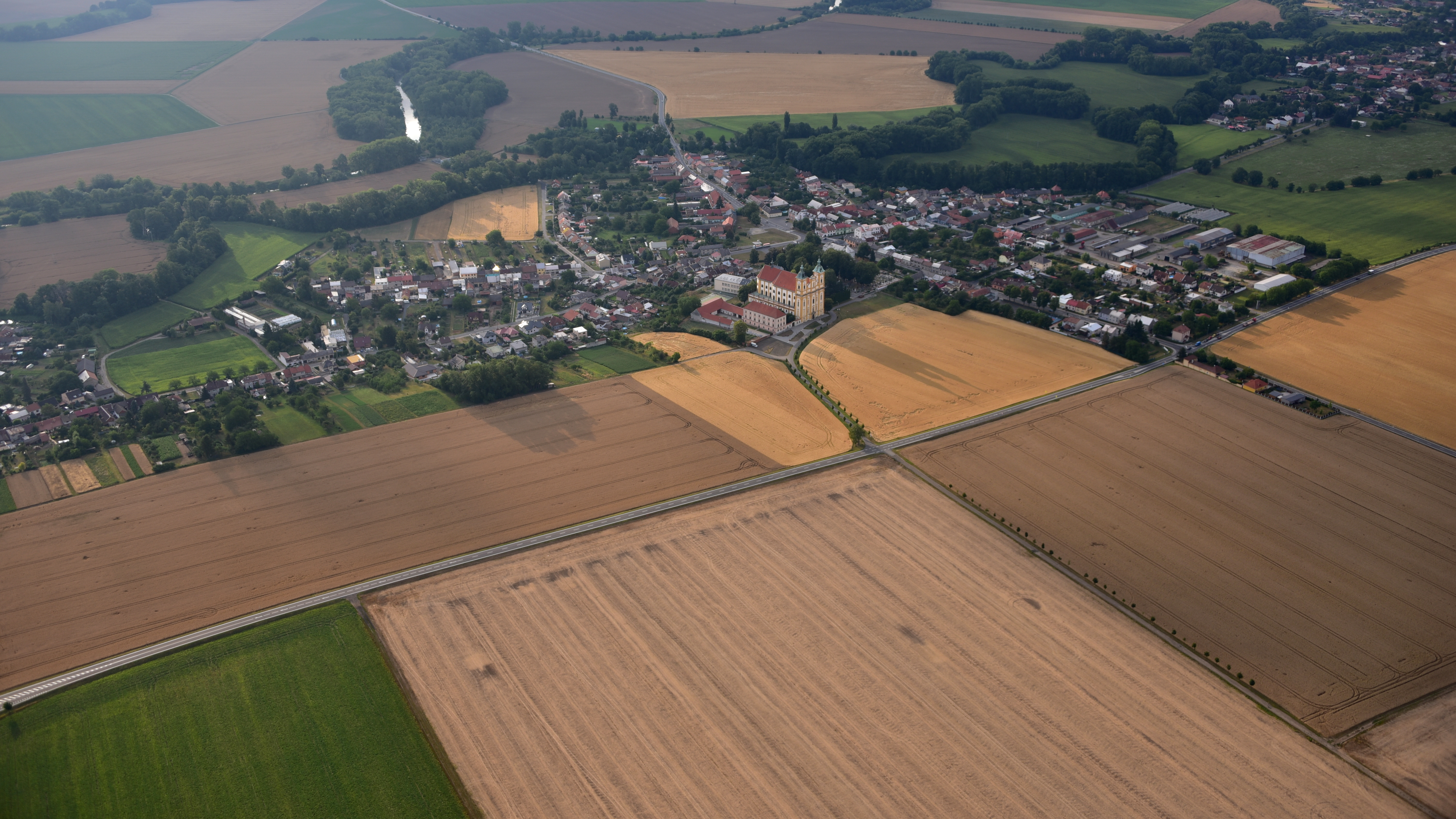
Letecký pohled
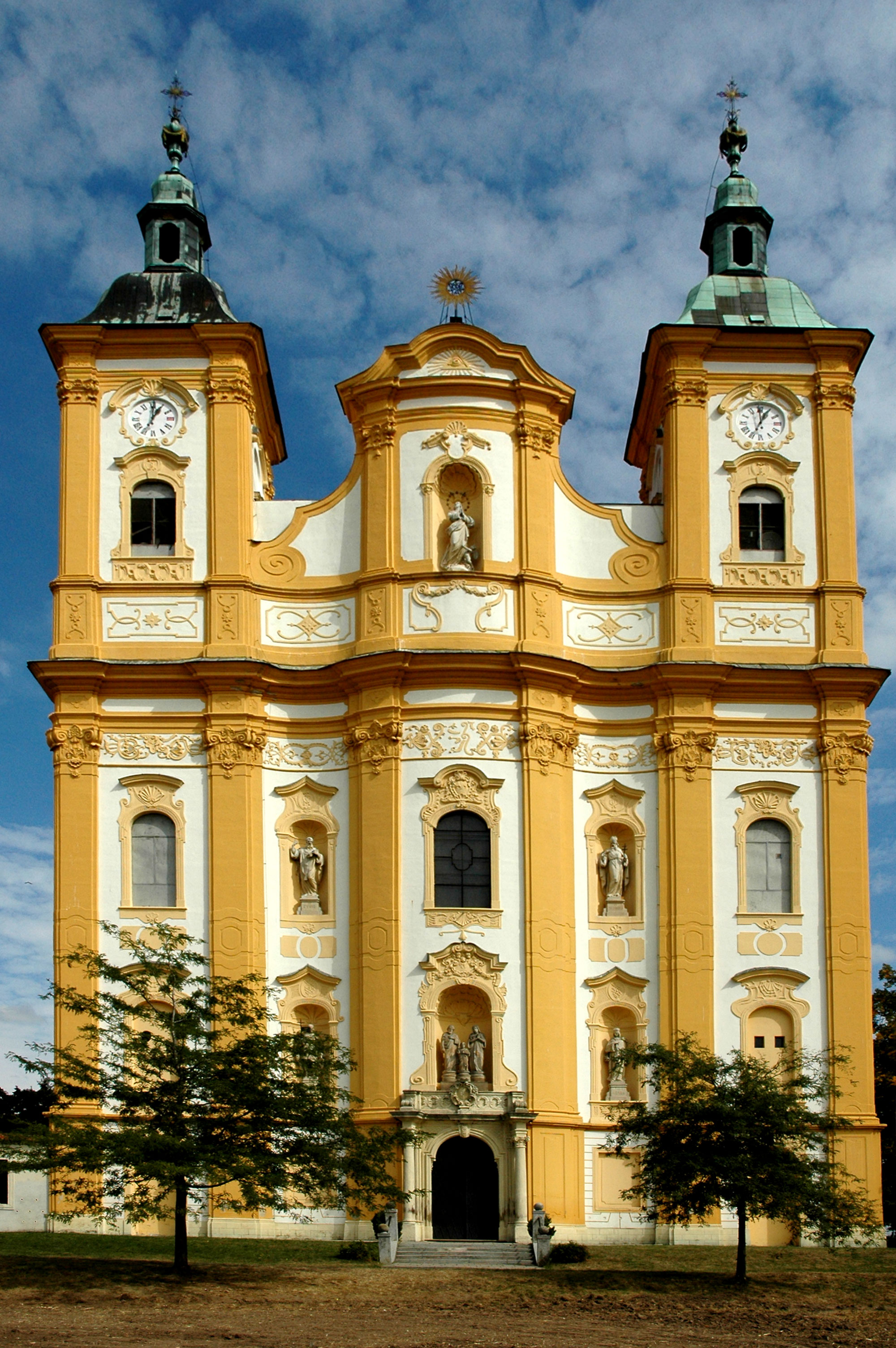
Poutní chrám Očišťování Panny Marie
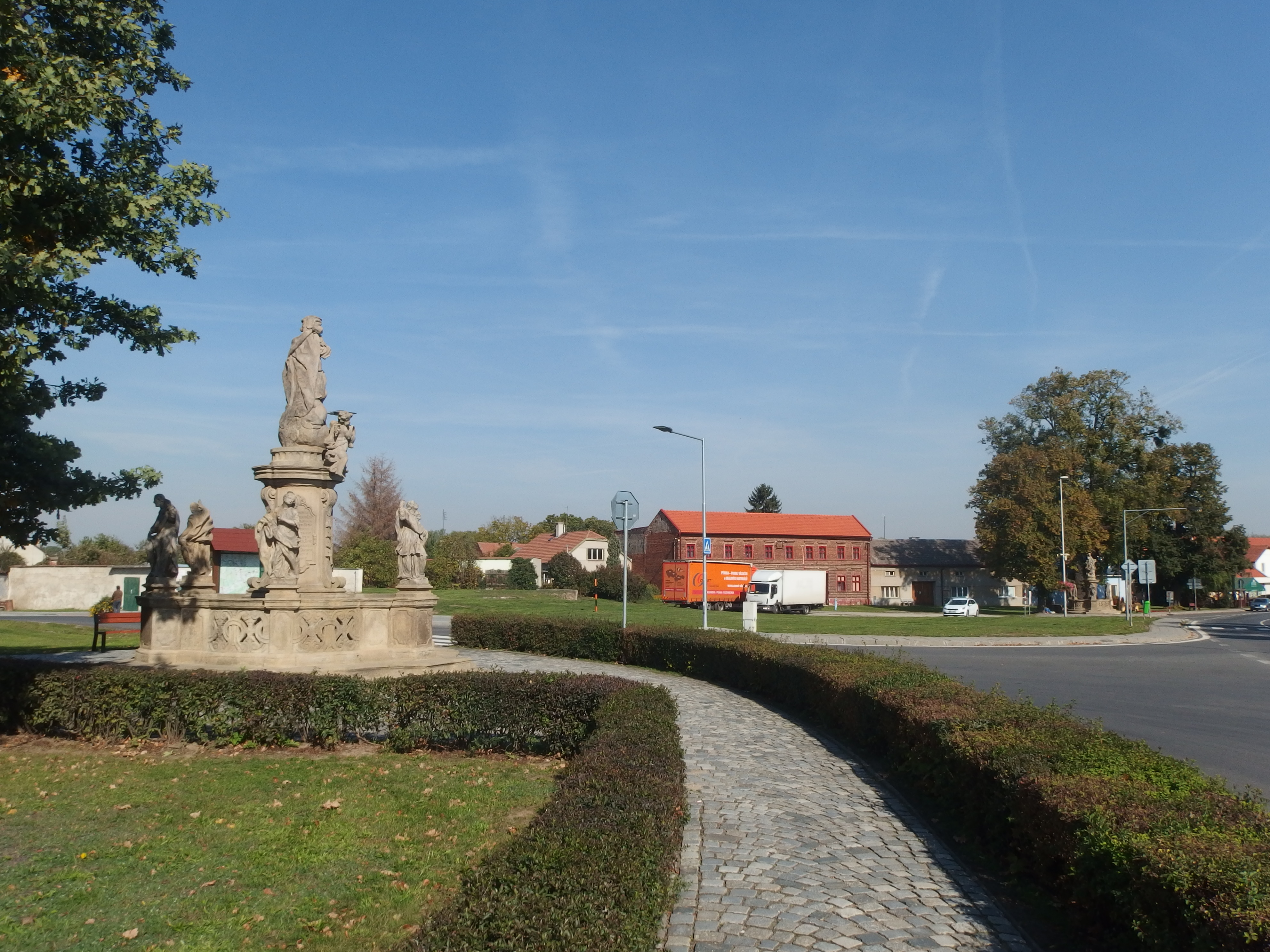
Část náměstí se sousoším sv. Floriána
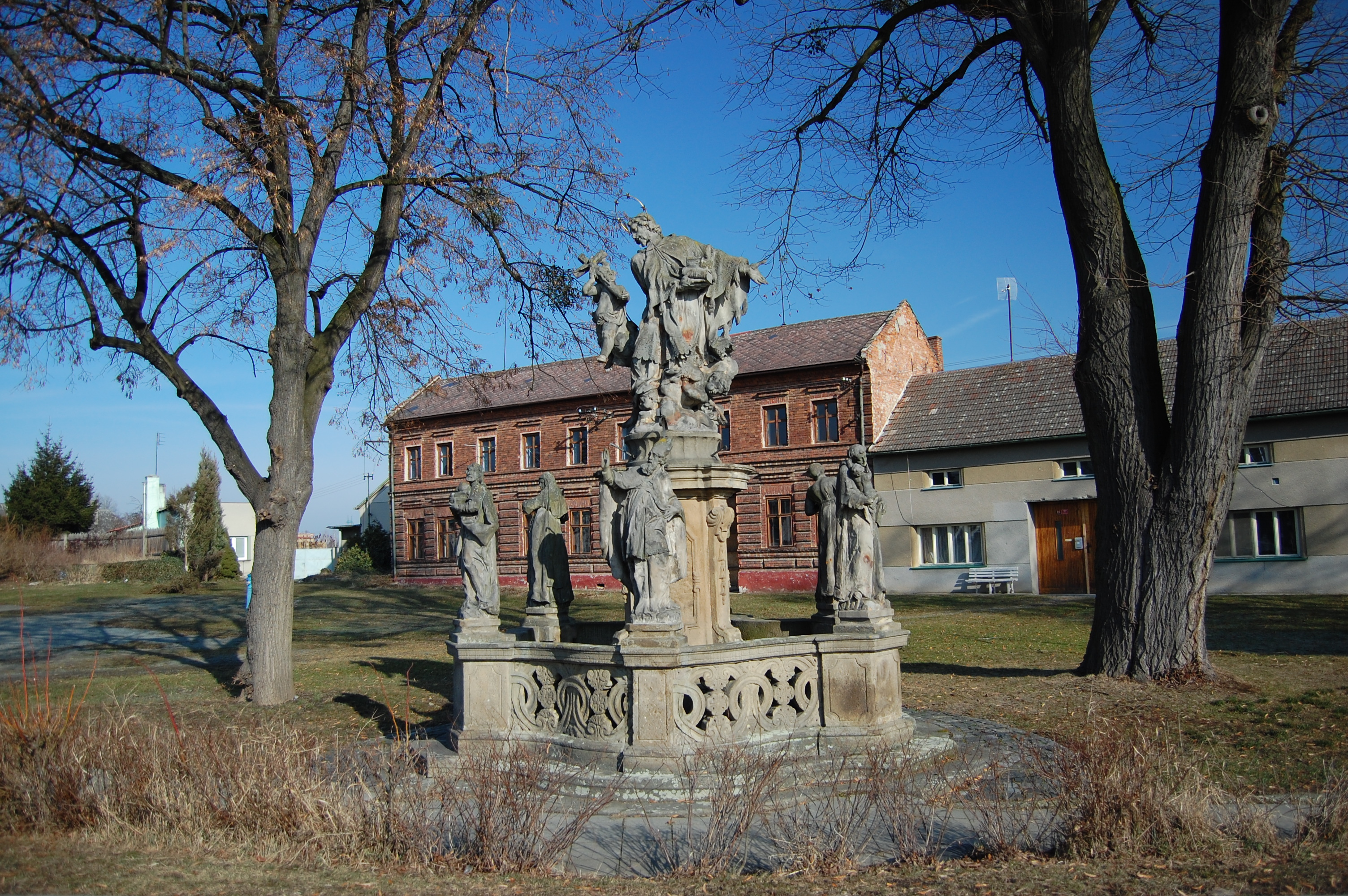
Část náměstí se sousoším sv. Jana Nepomuckého
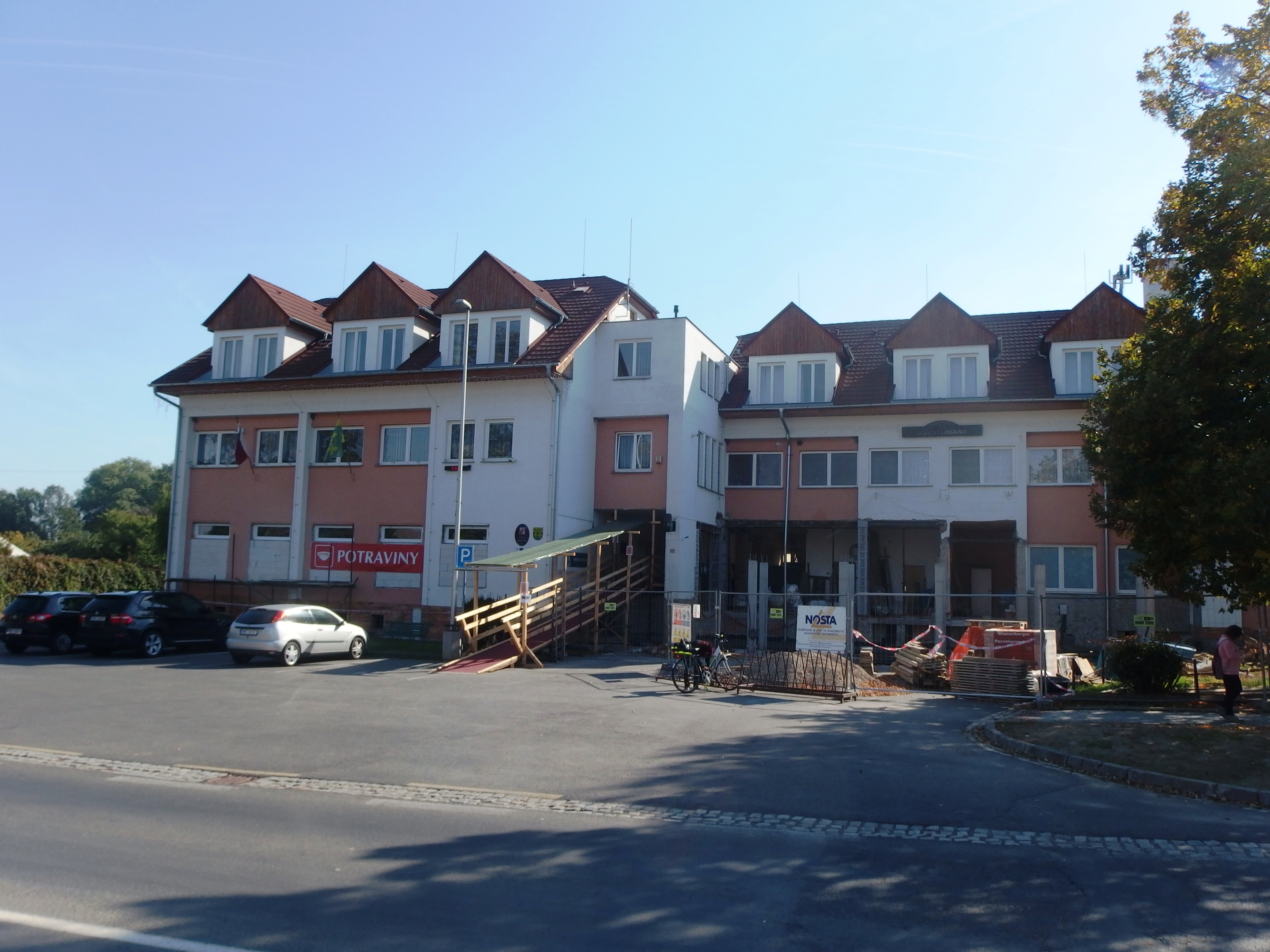
Úřad městyse
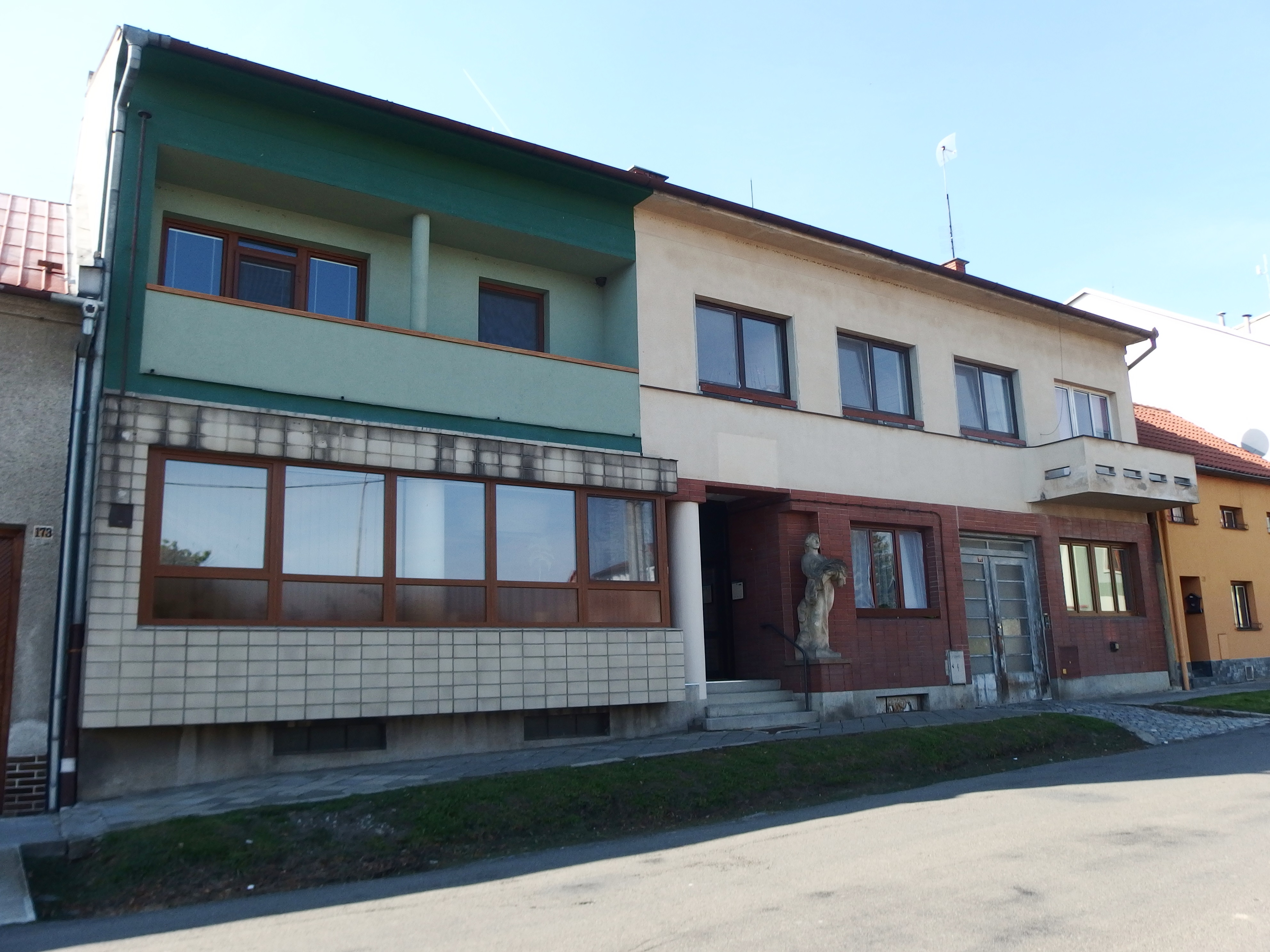
Modernistický dům Tovačovská 172
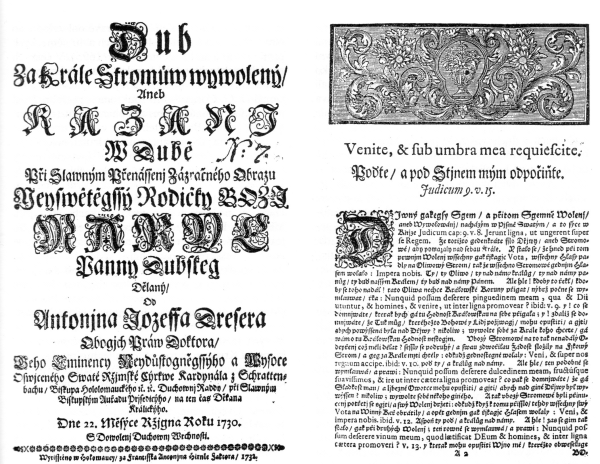
Titulní list a část textu z kázání A. J. Dresera, vydaných tiskem. Bylo proneseno při příležitosti přenesení obrazu P. Marie do nového poutního chrámu v Dubu r. 1730

## Osobnosti
- František Břetislav Kadlčík (1845-1897), advokát, překladatel a spisovatel
- Cyril Vrbík (1927–2002), římskokatolický farář, zavražděn ve věku 75 let